# Zac Goldsmith
Pour les autres membres de la famille, voir Famille Goldschmidt.
Frank Zacharias Robin Goldsmith dit Zac Goldsmith, né le 20 janvier 1975 à Londres, est un homme politique britannique, membre du Parti conservateur. 
Il est élu membre de la Chambre des communes pour la circonscription de Richmond Park entre 2010 à 2016 et de 2017 à 2019. Il a été candidat à la mairie de Londres en 2016, mais perd le scrutin face à Sadiq Khan.
De février 2020 à septembre 2022, il est ministre chargé du Pacifique et de l'Environnement dans le deuxième gouvernement de Boris Johnson. 
De février 2020 à juin 2023, il est ministre d'État chargé de l'Asie, de l'Énergie, du Climat et de l'Environnement dans les gouvernements de Liz Truss puis de Rishi Sunak.

## Biographie

### Famille
Il est descendant de la branche anglaise de la famille Goldschmidt. 
Zac Goldsmith est le fils aîné du milliardaire James Goldsmith, et de son épouse Annabel Vane-Tempest-Stewart, fille du 8e marquis de Londonderry. 
Il est le frère de Jemima Goldsmith Khan, la femme du premier ministre pakistanais Imran Khan.  Goldsmith a été marié avec Sheherazade Ventura-Bentley.  
En 2013, il épouse Alice Mirand Rothschild et se convertit au judaïsme. 

### Études
Goldsmith étudie au collège d'Eton dont il est renvoyé à 16 ans pour avoir caché du cannabis dans l'école, avant de voyager dans le monde, en particulier en Inde. Il travaille ensuite pour le mensuel The Ecologist (fondé par son oncle) de 1998 à 2007, avant d'entrer dans la politique parlementaire.

### Carrière politique
Élu en 2010 à la Chambre des communes comme député pour la circonscription de Richmond Park, Zac Goldsmith est membre du Parti conservateur. 
Il est candidat conservateur à la mairie de Londres en 2016. Sa campagne électorale, marquée par des attaques contre le travailliste Sadiq Khan pour ses liens supposés avec des groupes islamistes et par des appels à divers groupes ethniques, fait l'objet de critiques, y compris dans son camp politique. Il est également critiqué par ses adversaires pour son manque de charisme et pour ses origines sociales. Sadiq Khan remporte l'élection avec 56 % des suffrages le 5 mai 2016.
Le 25 octobre 2016, il démissionne de son siège de député pour protester contre la décision du gouvernement de Theresa May d'autoriser l'aéroport d'Heathrow à construire une troisième piste. Il se présente comme candidat indépendant à l'élection partielle pour ce siège le 1er décembre suivant, mais malgré le soutien du Parti conservateur, le perd au profit de la candidate libérale-démocrate Sarah Olney.
En 2017, avant des élections générales du 8 juin, Zac Goldsmith est choisi comme candidat du Parti conservateur pour ce même siège. Il défait son adversaire libérale-démocrate, Sarah Olney, par seulement 45 voix et redevient député conservateur pour Richmond Park.
Zac Goldsmith est un partisan déclaré de la reconnaissance de l'indépendance du Somaliland,.  
Lors des élections législatives anticipées du 12 décembre 2019, c'est lui qui perd son siège face à Sarah Olney.
Le 7 janvier 2020, il est créé baron Goldsmith of Richmond Park, de Richmond Park dans le borough londonien de Richmond upon Thames. Il siège alors à la Chambre des lords et conserve son portefeuille ministériel.
Nommé secrétaire d’État au climat sous le gouvernement de Rishi Sunak, il démissionne de sa fonction le 30 juin 2023, critiquant « l’absence d’intérêt » pour l’environnement du premier ministre. Ses détracteurs affirment pour leur part qu'il était de toute façon sur le départ en raison de sa forte proximité avec Boris Johnson, dont les relations avec Rishi Sunak sont notoirement conflictuelles.

### Vie privée
Goldsmith épouse en 1999 Sheherazade Ventura-Bentley (en), fille de l'actrice Viviane Ventura et du financier John Bentley. La somptueuse cérémonie pour 350 personnes s'est déroulée à l'hôtel Ritz de Londres. Le couple a eu trois enfants et se sépare en 2009 après un divorce à plus de 20 millions de dollars.
Il se marie à nouveau en 2013 avec Alice Miranda Rothschild (fille de Amschel Rothschild (en) de la famille Rothschild), sa belle-sœur, et se convertit au judaïsme. Ils divorcent dix ans plus tard, en 2023.